# Ernest Guiraud
Ernest Guiraud (1837-1892) là nhà soạn nhạc, nhà sư phạm người Pháp.

## Cuộc đời và sự nghiệp
Ernest Guiraud học âm nhạc tại Nhạc viện Paris. Ở đây, Guiraud học Antoine Marmontel về chơi piano, học Fromental Halévy về sáng tác. Sau đó, Guiraud đọa Giải thưởng Rome vào năm 1859. Từ năm 1880, ông trở thành giáo sư môn sáng tác tại chính Nhạc viện Paris. Ông là bạn thân của Georges Bizet và sau khi Bizet qua đời, ông đã chuyển những đoạn đối thoại trong vở opera Carmen thành hát nói, phối khi cho opera Les Contes d' Hoffmann của nhà soạn nhạc người Pháp gốc Đức Jacques Offenbach.

## Những sáng tác
Ernest Guiraud đã sáng tác: 
- 8 vở opera, tiêu biểu là vở Piccholino (1876)
- Các vở ballet (Le Forgeron de Gretna Green - 1873)
- Những tổ khúc và các tác phẩm khác cho dàn nhạc giao hưởng.
- Các bản cantata
- Ngoài ra, ông còn viết sách giáo khoa về phối khí

## Danh sách các vở Opera
- David, opéra (3 acts, after A. Soumet & F. Mallefille: Le roi David), f.p. ngày 14 tháng 4 năm 1853, Théâtre d'Orléans, New Orleans, USA.
- Gli avventurieri, melodrama giocoso (1 act), ms. 1861, unperformed.
- Sylvie, opéra comique (1 act, J. Adenis & J. Rostaing), f.p. ngày 11 tháng 5 năm 1864, Opéra-Comique (Favart), Paris.
- Le coupe du roi de Thulé, opéra (3 acts, L. Gallet & E. Blau), ms. 1869-69, unperformed.
- En prison, opéra comique (1 act, T. Chaigneau & C. Boverat), f.p. ngày 5 tháng 3 năm 1869, Théâtre Lyrique, Paris.
- Le Kobold, opéra-ballet (1 act, Gallet & Charles-Louis-Etienne Nuitter), f.p. ngày 26 tháng 7 năm 1870, Opéra-Comique (Favart), Paris.
- Madame Turlupin, opéra comique (2 acts, E. Cormon & C. Grandvallet), f.p. ngày 23 tháng 11 năm 1872, Théâtre de l'Athénée, Paris.
- Piccolino, opéra comique (3 acts, V. Sardou & Nuitter, after Sardou), f.p. ngày 11 tháng 4 năm 1876, Opéra-Comique (Favart), Paris.
- Le feu, opéra (E. Gondinet), incomplete, f.p. ngày 9 tháng 3 năm 1879, Paris.
- Galante Aventure, opéra comique (3 acts, L. Davyl & A. Silvestre), f.p. ngày 23 tháng 3 năm 1882, Opéra-Comique (Favart), Paris.
- Frédégonde, drame lyrique (5 acts, Gallet, after A. Thierry: Les récits des temps mérovingiens), incomplete; Acts 1–3 orch. by Paul Dukas, Acts 4–5 & ballet completed by Camille Saint-Saëns; f.p. ngày 18 tháng 12 năm 1895, Opéra, Paris.